# Tomasz Wylenzek
Tomasz Wylenzek (n. 9 ianuarie 1983, Gmina Świerklaniec⁠(d), Voievodatul Silezia, Polonia) este un caiacist ce a reprezentat Polonia, medaliat olimpic. A participat la 2 ediții ale Jocurilor Olimpice (2004, 2008) în care a câștigat o medalie de aur și o medalie de argint.